# Rue Lebrun (Nantes)
Pour les articles homonymes, voir Rue Lebrun.
La rue Lebrun est une voie de Nantes, en France.

## Situation et accès
Située dans le quartier Malakoff - Saint-Donatien, la rue Lebrun, qui relie la rue Maréchal-Joffre à la rue Sully, tout près de la place Maréchal-Foch, est bitumée et ouverte à la circulation automobile. La rue est constituée de deux segments rectilignes formant presque un angle droit.

## Origine du nom
La voie porte peut-être le nom d'un Jésuite natif de Nantes, ou plus probablement du peintre-graveur Charles Le Brun (1619-1690).